# 島原深江道路
島原深江道路（しまばらふかえどうろ）は、長崎県南島原市深江町諏訪名から長崎県島原市秩父ケ浦町に至る総延長4.6 kmの道路である。当道路は、国道251号に指定されている。1999年2月20日に開通した。別名、がまだすロードと呼ばれている。

## 概要
当道路は、地域高規格道路である島原道路（しまばらどうろ）を構成する。島原道路は長崎県南島原市から島原市・雲仙市北部を経て長崎県諫早市に至る自動車専用道路。島原半島の東側を短時間で連絡する地域高規格道路であり、区間ごとに国道251号・国道57号および長崎県道のバイパス道路として供用あるいは計画されている。ちなみに、名称の「がまだす」は島原地方の方言で「頑張る」という意味から来ている。
区間ごとに自動車専用道路または一般道路の拡幅という形態に分かれており、途中の島原市 - 雲仙市北部は島原半島広域農道（雲仙グリーンロード）を当面活用して流用している部分も見受けられる。また、長崎自動車道との直通や島原天草長島連絡道路との接続も構想上、視野に入れられている。

## インターチェンジなど
- 起点（深江町）（島原天草長島連絡道路（計画中））
- 中安徳IC
- 島原南IC（島原中央道路・国道251号）